# Surija (cràter)
Surija és un cràter d'impacte en el planeta Venus de 15,3 km de diàmetre. Porta el nom d'un antropònim àzeri, i el seu nom va ser aprovat per la Unió Astronòmica Internacional el 1994.